# Laguna de Huarahuarani
La laguna de Huarahuarani o Warawarani (del aimara warawarani, 'estrellado'), se encuentra ubicada en el cerro Khapia, el pico más alto de las provincias de Yunguyo y Chucuito (Puno, Perú), que se percibe desde los horizontes más lejanos de la altiplano Andino. Es también llamado por los locales "Apu Achachilla".
El cerro Khapia es un volcán apagado que se encuentra 4 809 m.s.n.m. En época de lluvia aparece sombreando de nieve, blanco en el cielo azul pincelado de nubes negras y blancas.